# Aéroport d'Arrabury
Pour les articles homonymes, voir AAB.
L'aéroport d'Arrabury (code IATA : AAB • code OACI : YARY) se situe dans la région du Queensland en Australie. Il se situe dans un milieu aride.